# Times Square – 42nd Street (New Yorks tunnelbana)
Times Square – 42nd Street är en stor tunnelbanestation i New Yorks tunnelbana, som ligger under Times Square mellan 42nd Street, Seventh Avenue och Broadway i Midtown Manhattan. Det är den mest trafikerade tunnelbanestationen i hela New York med mest passagerare per dag. Den första delen av stationen invigdes 1904 för nuvarande linje 42nd Street Shuttle. 1917 öppnades nuvarande Broadway – Seventh Avenue Line, 1918 Broadway Line samt slutligen 1927 Flushing Line. En lång underjordisk gång leder till station 42nd Street – Port Authority Bus Terminal på Eighth Avenue Line.

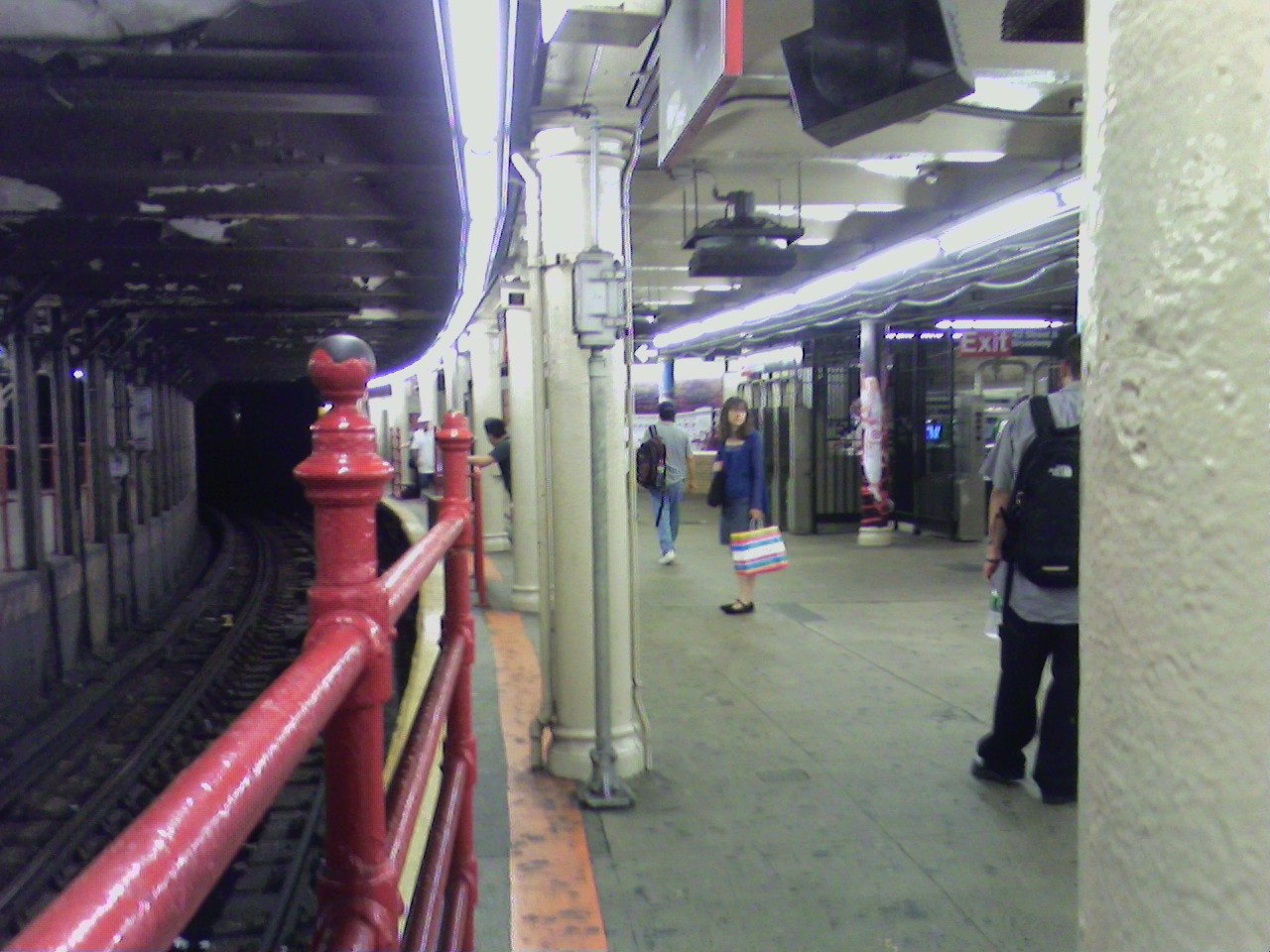
42nd Street Shuttle
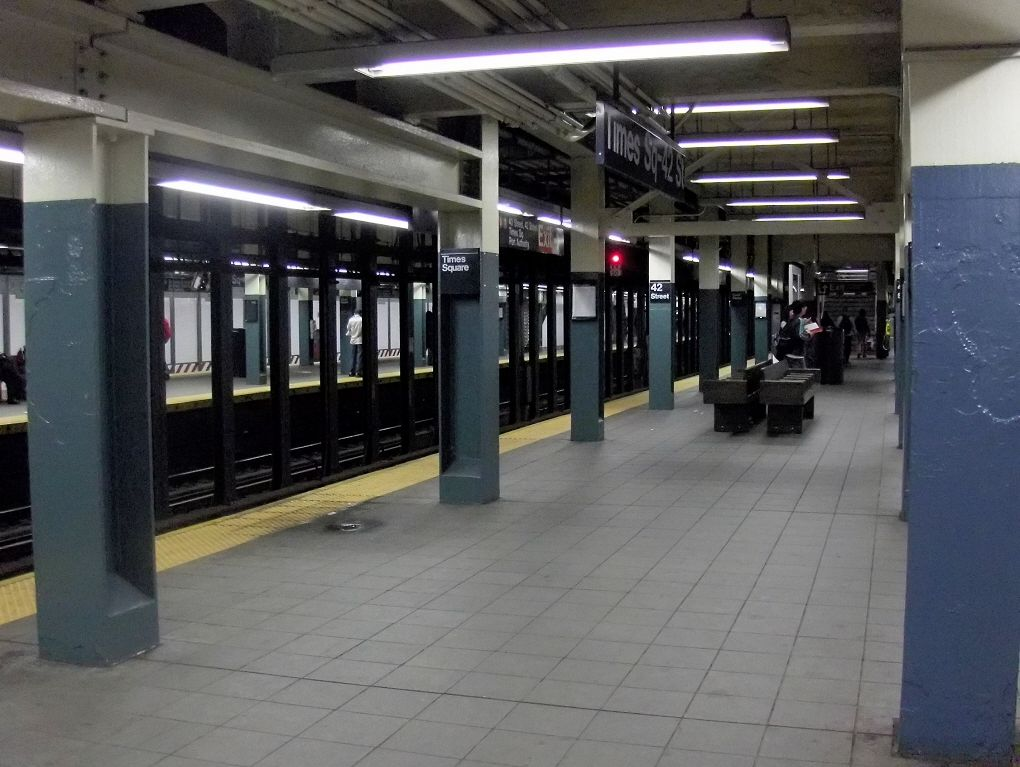
Broadway Line
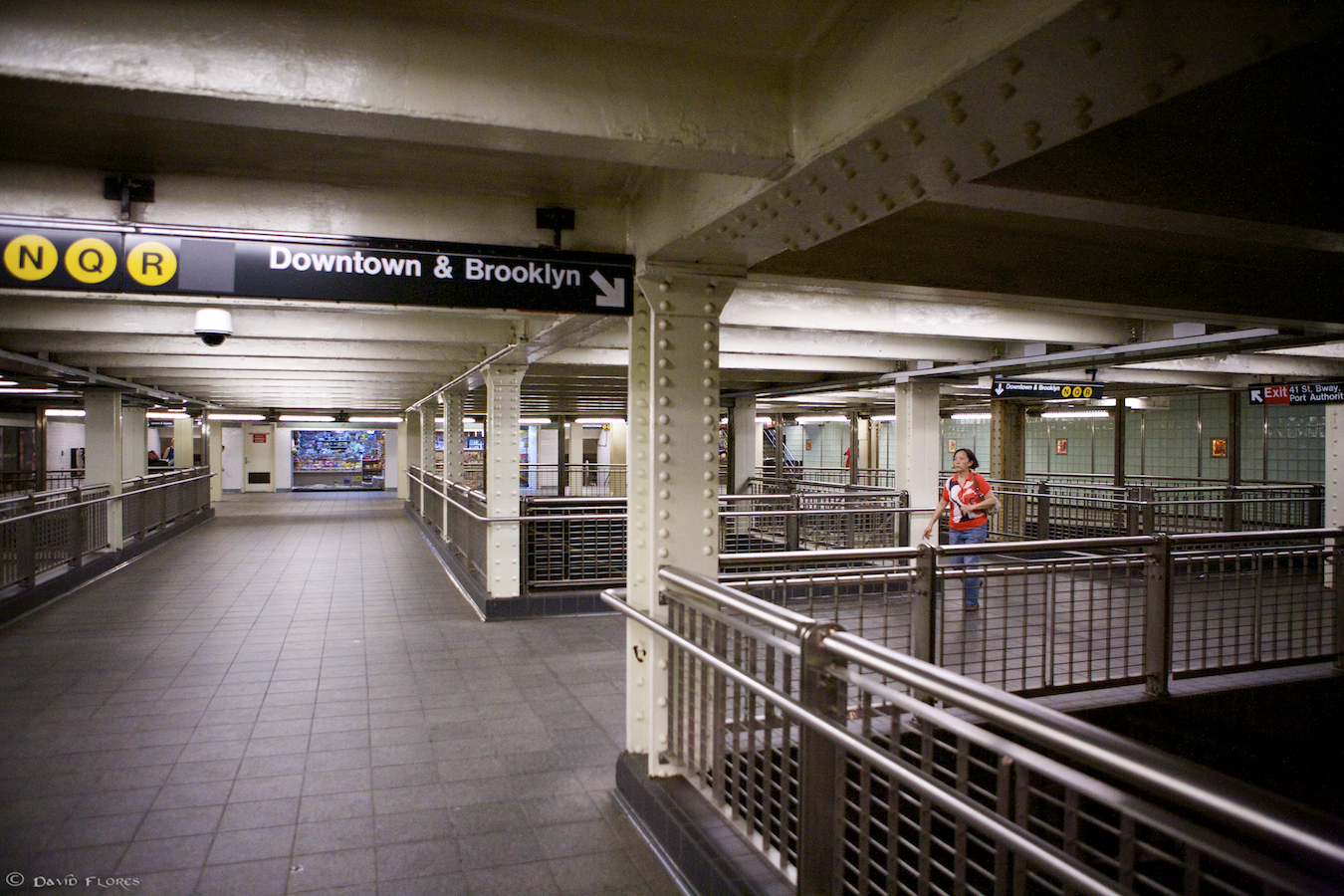
Broadway Line
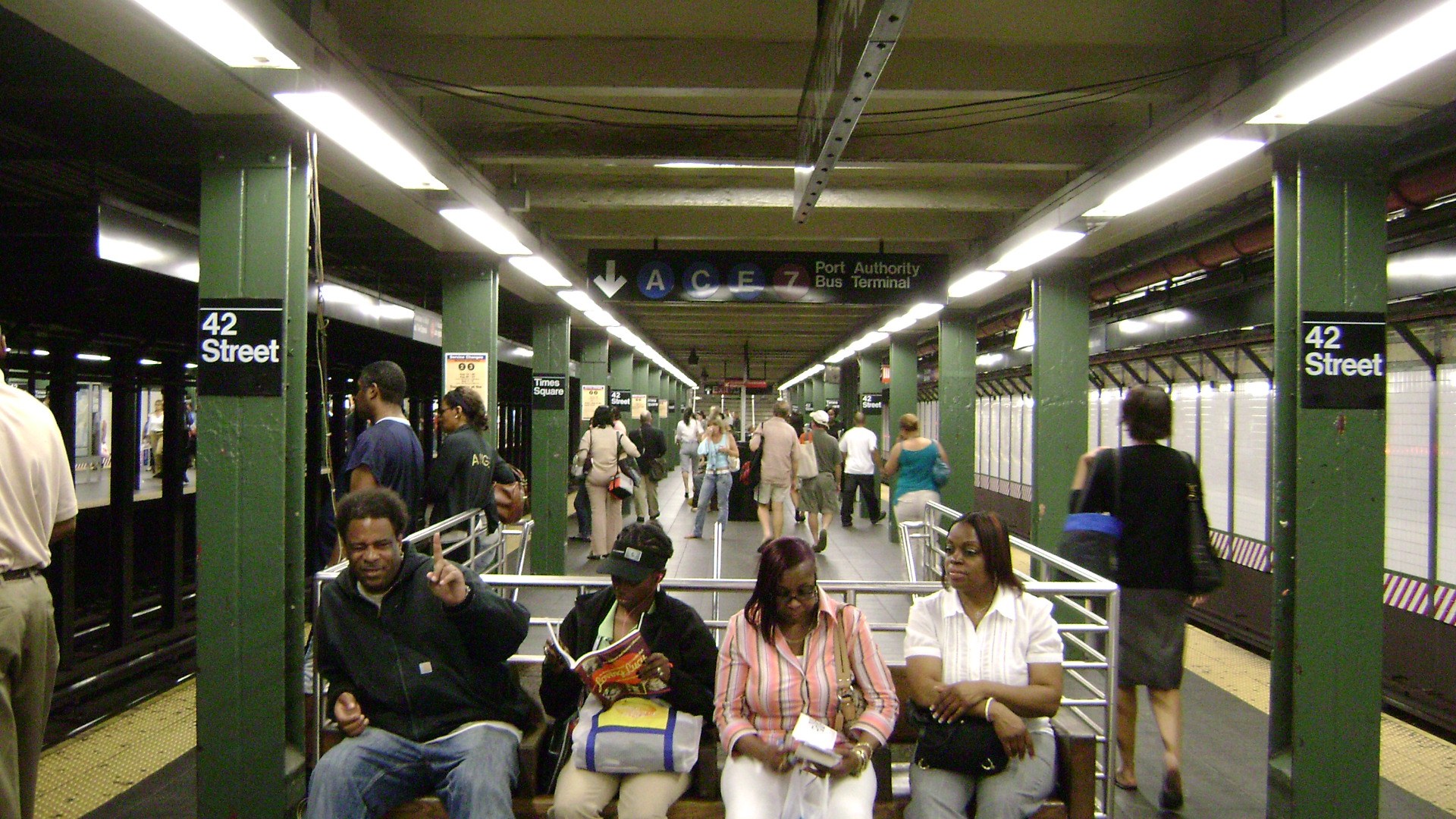
Broadway-Seventh Avenue Line
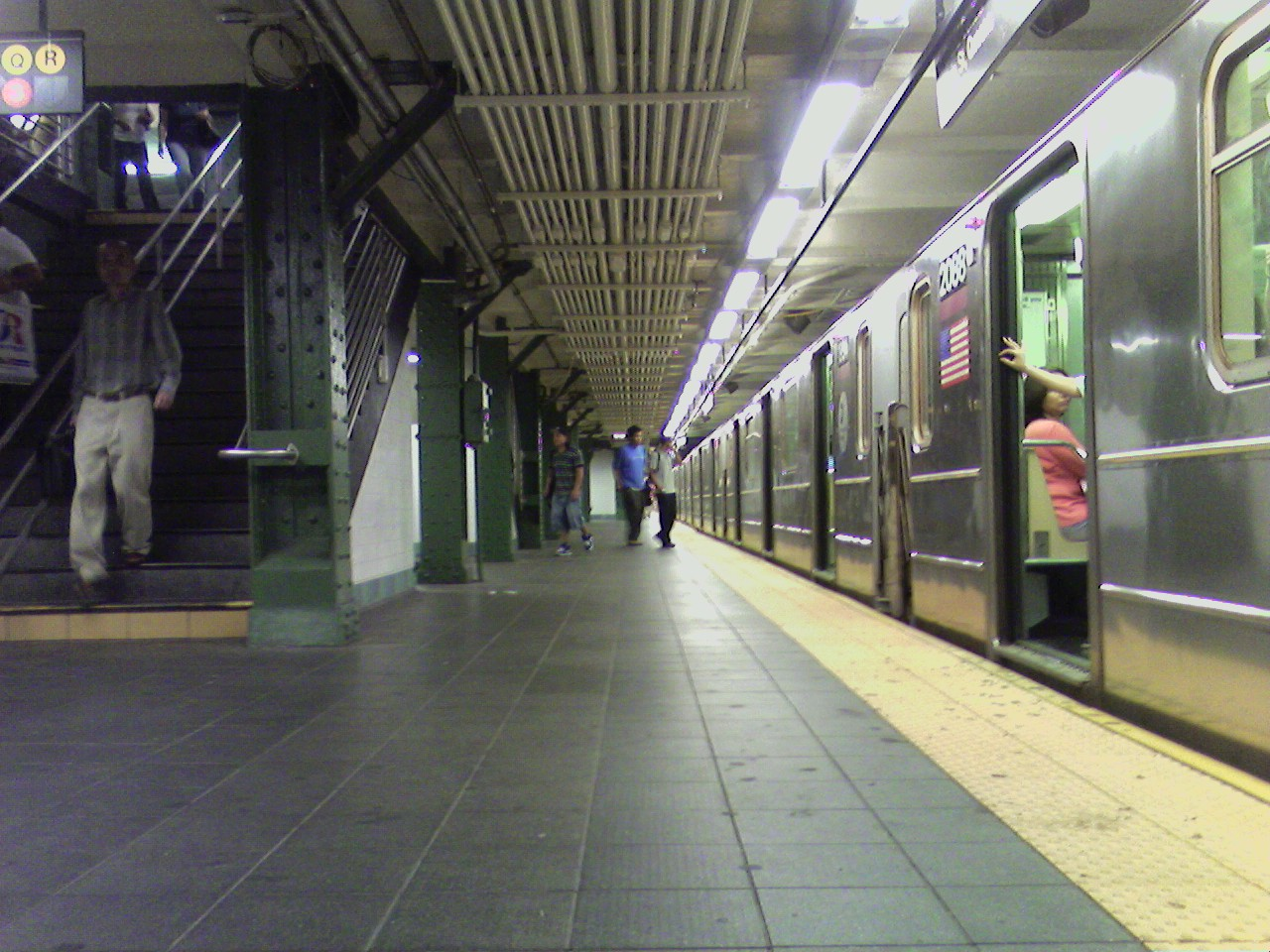
Flushing Line
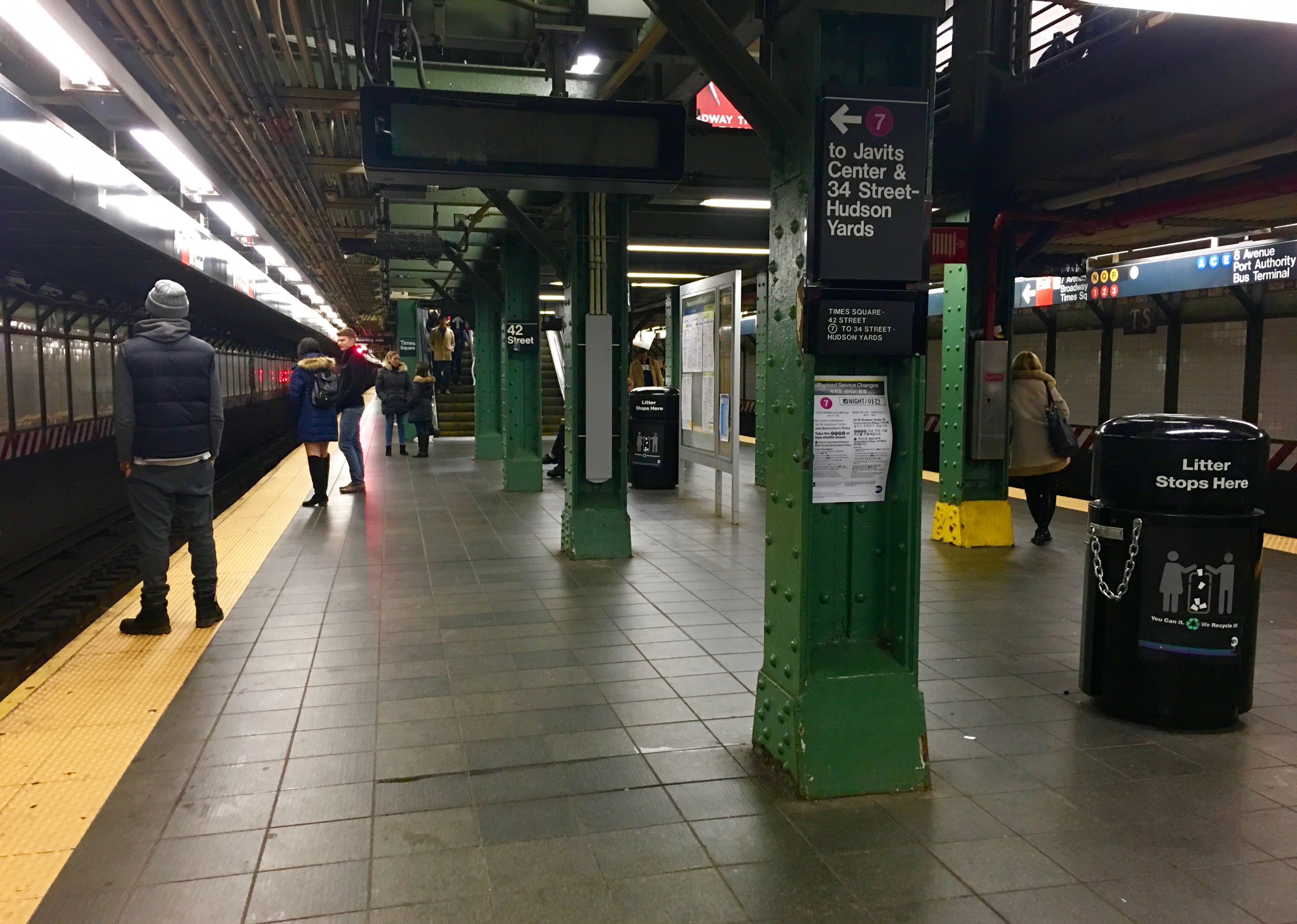
Flushing Line

## Konst

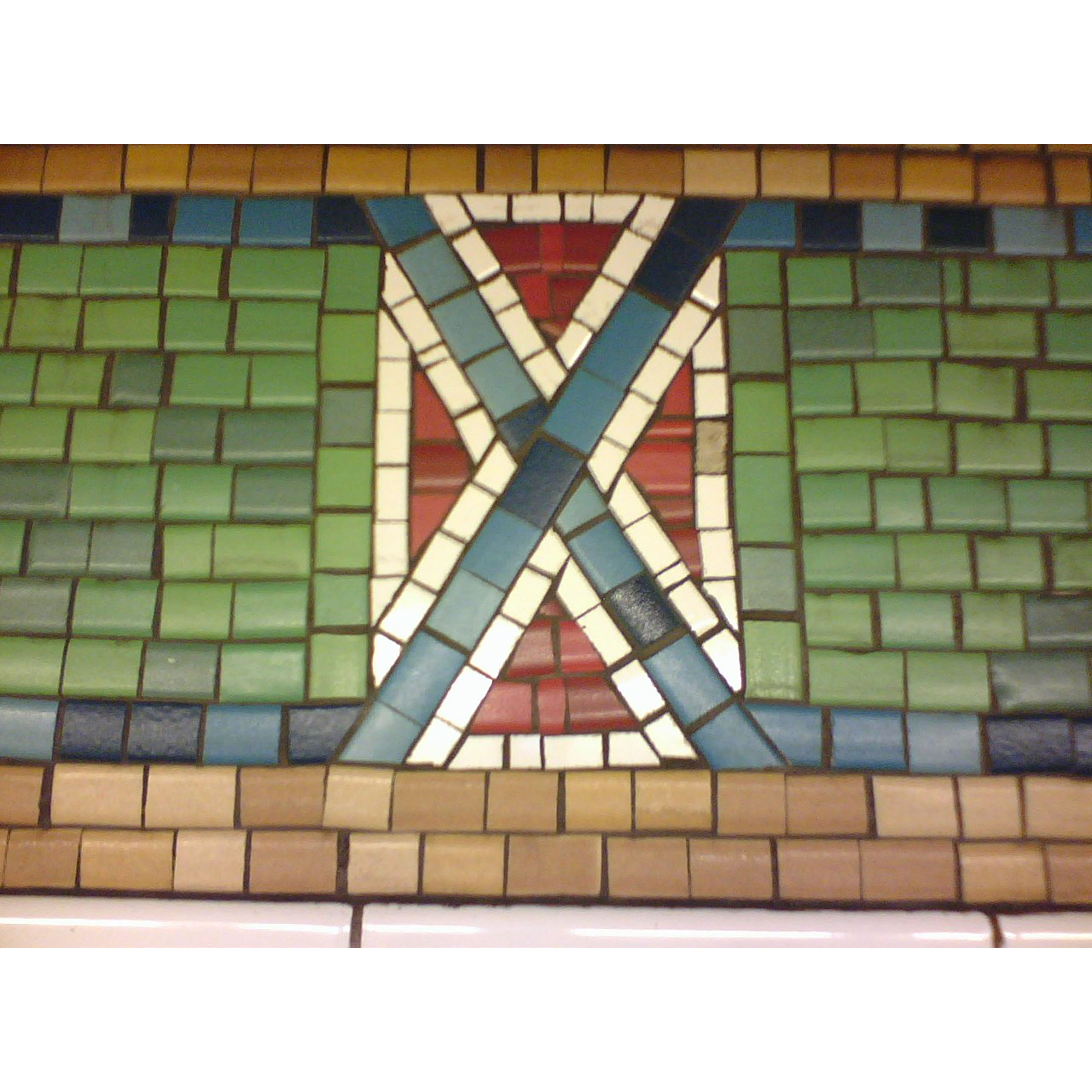
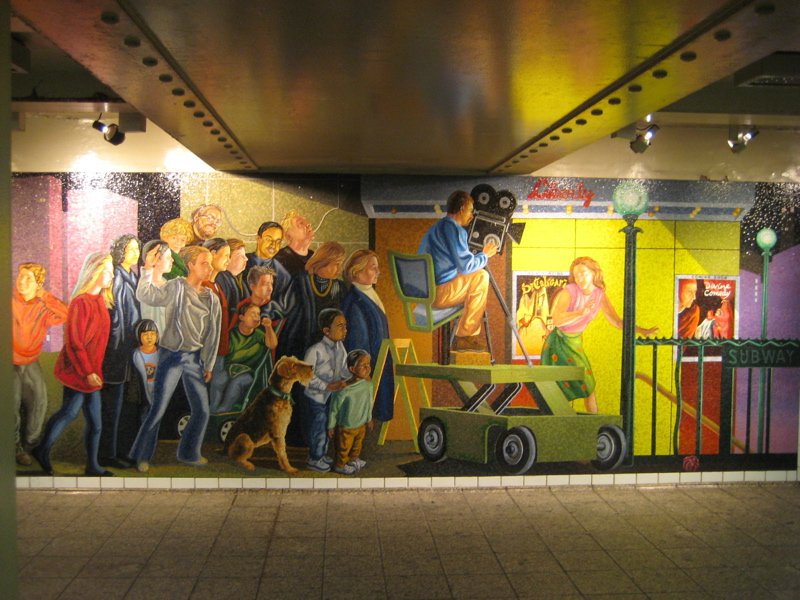
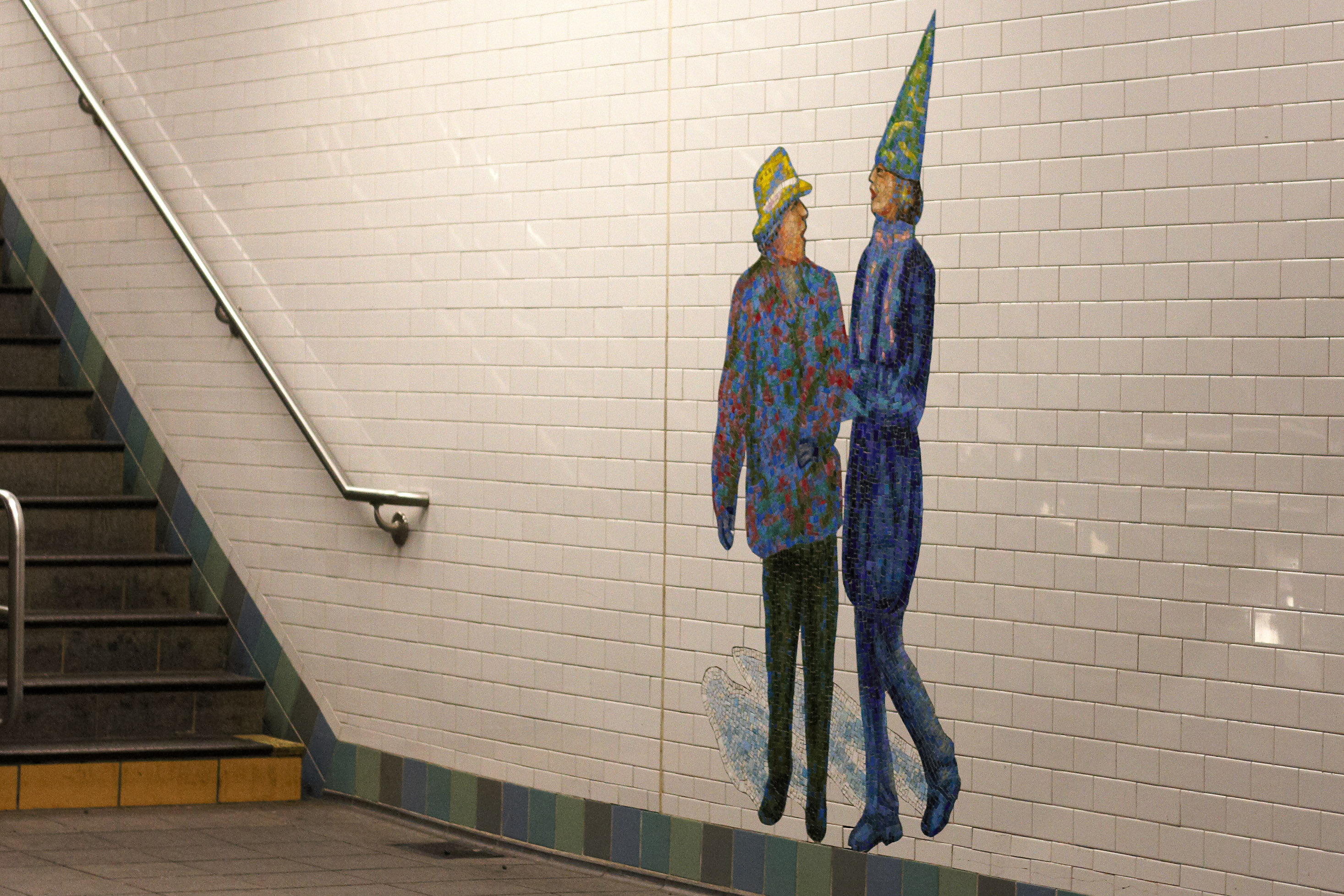
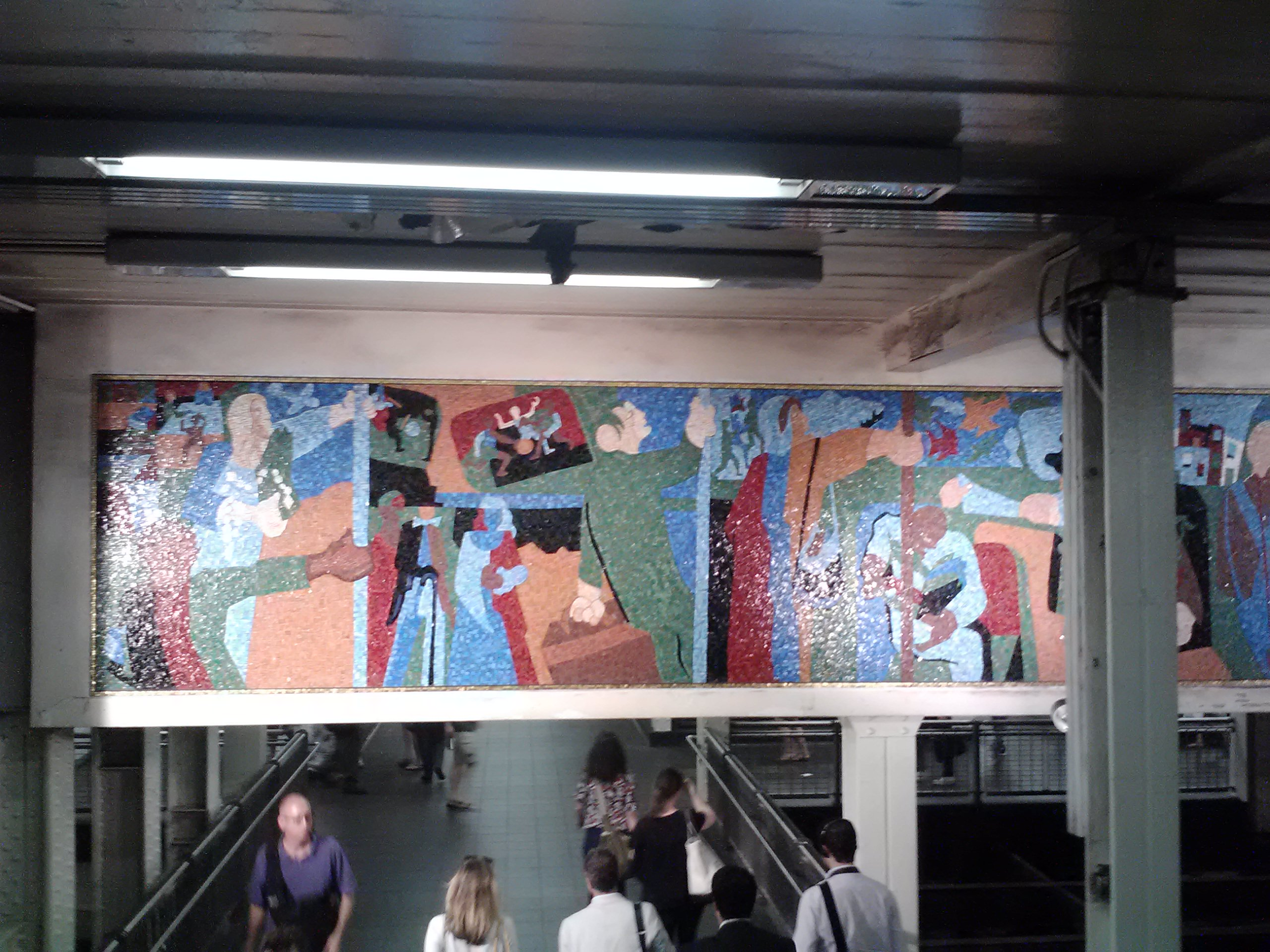
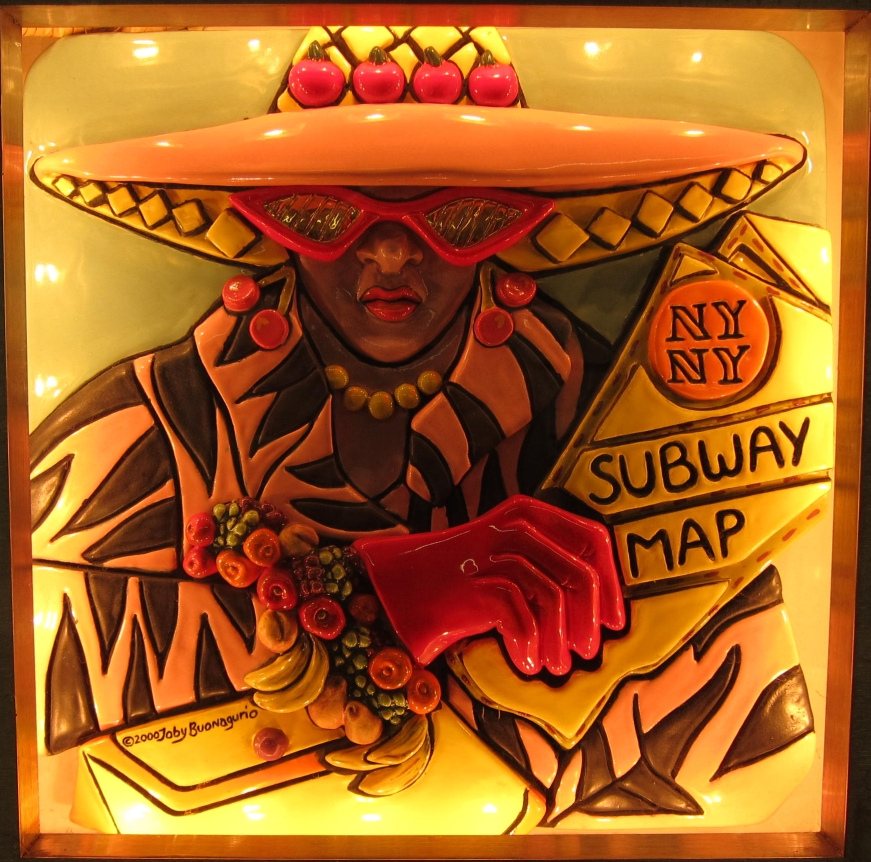